# 霹雳-12导弹
霹雳-12是中国人民解放军空军与巴基斯坦空军使用的中程超视距空对空导弹，也是目前解放軍服役中主力超視距空空導彈，和中國第一種提供給各種戰鬥機的制式化的雷達引導空對空導彈，仅次主要作遠距離作的霹雳-15和很難近戰的霹靂17的最新型空戰用飛彈。已装备在歼-8II，歼-10，枭龙战机和歼-11上。外銷版本称“闪电-10”。

## 簡介
霹靂-12首度公布資訊源於2001年外銷型閃電-10型空對空飛彈簡介，飛彈研發總設計師為梁曉庚；俄羅斯閃電設計局據西方國家軍事觀察家推測有提供相關技術支援，因此霹靂-12飛彈與R-77飛彈有著可相容的中繼資料鏈。
霹靂-12實際進入中國人民解放軍空軍服役的時間略約在2005年，為一種可與美國AIM-120先進中程空對空飛彈媲美的主動型雷達導引空對空飛彈。飛彈設計聲稱可容許38G的操作过载，確保飛彈可追蹤擊殺實施9G運動的空中目標；霹靂-12飛彈聲稱對F-16等級的戰鬥機對頭攻擊狀態下可具備35-45公里不可逃逸區射程。PL- 12的彈頭为高效能杆式炸藥，对战斗机和轰炸机等大小目标均有良好的毁伤效果。此外，PL-12的抗干扰能力很强，能有效对抗数种电子干扰形式，基本上涵盖了目前常见的电子干扰方式。

## 雷电-10（LD-10）反辐射导弹
雷电-10反辐射导弹系闪电-10导弹更换被动导引头而成，于2012年珠海航展上展出。相对于KH-31与鹰击-91反辐射导弹，雷电-10的体积更小，更适合战机在执行空对地任务遭遇防空导弹威胁时自卫使用。

## DK-10（地空-10）防空导弹
DK-10防空导弹系SD-10导弹的防空型号，于2012珠海航展展出，设计思路与美制RIM-162導彈类似。该弹制导与战斗部部分与SD-10类似，因从地面发射需要消耗更多燃料，故而发动机改用直径与长度都有增加的增强型发动机。导弹弹径
203mm（弹头部分）～260mm（发动机部分），弹长5054毫米，翼展660mm（折叠）/752mm（展开），射程50公里，作战高度30～20000米。

## 使用國家
- 中华人民共和国
- 巴基斯坦
- 緬甸

## 外部連結
- Development of PL-12 active-radar guided missile, Chinese
- SD-10 Details on JF-17.com
- SD-10 Details on PAF Falcons site （页面存档备份，存于）
- PL-12 at Sinodefence.com
- Possible Janes Source
- JF-17 with SD-10 missiles on DefenceTalk.com （页面存档备份，存于）